# Hang Phia Muồn
Hang Phia Muồn là hang trong núi Phia Muồn ở vùng đất bản Nà Lạ xã Sơn Phú huyện Na Hang tỉnh Tuyên Quang, Việt Nam.
Hang là một di chỉ khảo cổ, đã phát hiện được các tầng văn hóa thuộc văn hóa Hòa Bình , gồm công cụ bằng đá được chế tác tinh vi và các mộ táng, niên đại cỡ 3.500 đến 4.500 năm trước đây.
Hang Phia Muồn được Bộ Văn hóa, Thể thao và Du lịch xếp hạng là di tích lịch sử quốc gia năm 2009.

## Vị trí
Núi Phia Muồn là dãy núi đá phiến sét vôi xen kẽ những núi đất, những dải thung lũng hẹp và những thảm rừng nguyên sinh còn khá nguyên vẹn.
Đường đến bản Nà Lạ, xã Sơn Phú đi theo quốc lộ 279 hướng đông bắc, cách thị trấn Na Hang cỡ 7 km, cách Nhà máy thủy điện Tuyên Quang22°21′38″B 105°24′04″Đ / 22,360479°B 105,401016°Đ cỡ 5 km, thì rẽ vào xã hướng đông nam đi 3 km nữa. Đường lên núi và hang Phia Muồn là đường rừng khó đi và hiện cần có người dẫn đường.

## Phát hiện
Hang Phia Muồn đã được người dân biết đến từ lâu. Ông Phùng Dừn Phụng (67 tuổi), dân tộc Dao ở thôn Nà Lạ cho biết: “Khi còn nhỏ, tôi đã được cha mẹ kể về hang Phia Muồn. Đó là nơi thần linh ngự trị phù hộ cho bản làng tốt tươi được mùa, nên vào dịp lễ tết, người bản đều thắp hương ở cửa hang” .
Năm 2005, anh La Văn Chiến, giáo viên Trường Tiểu học Sơn Phú vào rừng và nhặt được chiếc rìu đá thời tiền sử. Sự huyền bí và linh thiêng của hang được gợi lại.
Đến năm 2007 Bảo tàng Tuyên Quang và Viện Khảo cổ học Việt Nam tiến hành khai quật khu vực lòng hang.

## Khảo cổ
Phia Muồn là một di chỉ cư trú và là khu mộ táng của cư dân thuộc nhiều giai đoạn tiền sử khác nhau. Địa tầng và di vật khảo cổ học kèm theo cho thấy có 2 mức văn hóa thuộc 2 giai đoạn phát triển hậu kỳ đá mới :
- Mức sớm chứa những công cụ tiêu biểu kỹ nghệ truyền thống Hòa Bình như rìu ngắn, công cụ hình đĩa, công cụ bầu dục vv... Sự có mặt của nhiều mảnh tước chứng tỏ người nguyên thủy Phia Muồn đã chế tác công cụ ngay tại di chỉ. Lớp văn hóa sớm thuộc giai đoạn sớm của hậu kỳ đá mới, có niên đại khoảng từ 4.300 - 4.000 năm cách ngày nay.
- Lớp văn hóa muộn thuộc giai đoạn hậu kỳ đá mới - sơ kỳ kim khí có niên đại từ 4.000 - 3.500 năm cách ngày nay. Hai lớp văn hóa sớm và muộn nằm chồng trực tiếp lên nhau, phát triển liên tục, không có lớp giãn cách.

Táng tục và đồ tùy táng cho thấy, toàn bộ 12 ngôi mộ thuộc hậu kỳ đá mới - sơ kỳ kim khí là tục chôn người thân ngay trong di chỉ, với một số loại táng thức mới: bên cạnh táng thức truyền thống trước đó, kiểu chôn người chết nằm co, bó gối là táng thức nằm ngửa, duỗi tay chân và kè đá xung quanh. Những tài liệu ở Phia Muồn đã cung cấp thêm về một loại táng thức cổ mới phát hiện ở Tuyên Quang, đó là tục chôn kè đá vây xung quanh huyệt mộ và rải đá lên thân thể người chết đã hình thành một loại hình văn hóa Hòa Bình thuộc lưu vực sông Gâm, với những sắc thái riêng, tạo nên diện mạo, bản sắc vùng, phản ánh tính đa dạng trong thống nhất của nền văn hóa Hòa Bình nổi tiếng .

## Chỉ dẫn
1. 1 2  Số liệu niên đại của nghiên cứu này có sự không phù hợp với niên đại nêu trong văn hóa Hòa Bình là từ 32.000 đến 12.000 năm trước, hoặc theo tư liệu phân loại thời tiền sử thì niên đại văn hóa Hòa Bình là từ 14.000 đến 12.000 năm trước.